# 18781 Індарам
18781 Індарам (18781 Indaram) — астероїд головного поясу, відкритий 10 травня 1999 року.
Тіссеранів параметр щодо Юпітера — 3,500.